# O Micróbio (semanário)
O Micróbio : semanário de caricaturas publicou-se em Lisboa entre 1894 e 1895. Contemporâneo de O António Maria de Rafael Bordalo Pinheiro, e concorrente do mesmo, O Micróbio, mais acessível no preço,  era também um jornal humorístico, de galhofa, com laivos de ironia, ilustrado pelas caricaturas de Celso Hermínio. A este, juntam-se os nomes de Augusto Pina, Tito Martins e Raul Brandão.